# مكسيم عون
مكسيم إلياس عون (4 مارس 2001) هو لاعب كرة قدم لبناني يلعب في مركز قلب الدفاع لنادي الأنصار والمنتخب اللبناني.

## مهنة النادي
انضم إلى نادي الحكمة على سبيل الإعارة قبل موسم الدوري اللبناني الممتاز 2021-22. لعب مباراة واحدة كبديل أمام الأنصار في 18 سبتمبر 2021.

## مهنة دولية
مثّل عون لبنان في مستويات تحت 19 عامًا وتحت 23 عامًا، ولعب لفريق تحت 23 عامًا في بطولة اتحاد غرب آسيا لكرة القدم 2023. واستدعي إلى الفريق الأول في مايو 2023، لمعسكر تدريب في تركيا. وفي 25 يونيو 2023، ظهر لأول مرة في مبارة ضد بوتان في بطولة اتحاد جنوب آسيا لكرة القدم 2023.

## الإحصائيات

### دولي
آخر تحديث 28 يونيو 2023.
| الفريق الوطني | سنة     | الظهور | الأهداف |
| ------------- | ------- | ------ | ------- |
| لبنان         | 2023    | 3      | 0       |
| المجموع       | المجموع | 3      | 0       |

## روابط خارجية
- مكسيم عون على موقع قاعدة بيانات كرة القدم.إي يو (الإنجليزية)
- مكسيم عون على موقع ناشيونال فوتبول تيمز (الإنجليزية)
- مكسيم عون على موقع Soccerway.com (الإنجليزية)